# سیجاوند
سیجاوند، روستایی است از توابع بخش سلامی و در شهرستان خواف استان خراسان رضوی ایران.

## جمعیت
این روستا در دهستان بالاخواف قرار داشته و بر اساس سرشماری سال ۱۳۸۵ جمعیت آن (۲۰۹خانوار) ۹۳۵نفر
بوده است.
بخش بزرگی از جمعیت سیجاوند در اواخر حکومت مظفرالدین شاه چون سر تمکین به خوانین محلی فرود نیاورده اند از این روستا کوچ کرده در قریه جنگل همان حوالی ساکن شدند، تعداد ۶۵ خانوار بهمراه احشام و گله های گوسفند بهمراه ملارجب کدخدای سیجاوند که امروزه در قریه جنگل نام خانوادگی صادقی را برگزیدند و پرجمعیت ترین طایفه آنجا میباشند